# Euphorbia pulvinata
Euphorbia pulvinata är en törelväxtart som beskrevs av Hermann Wilhelm Rudolf Marloth. Euphorbia pulvinata ingår i släktet törlar, och familjen törelväxter. Inga underarter finns listade i Catalogue of Life.